# زاستافا
 زاستافا هي سيارة صربية زاستافا لسيارات، أحد فروع شركة الإيطالية العملاقة فيات شركة لصاناعة السيارات، وكذلك لصناعة الاسلحة زاستافا للأسلحة وشركة تصنيع الشاحنات Zastava Kamion على علاقة مع إيفيكو ، و فيات لصناعة الشاحنات.

## تاريخ زاستافا للسيارات - يوغو
- وعقب طلبية للجيش اليوغوسلافي في نهاية الثلاثينات صنعت أول المركبات في مصنع في كراغويفاتش التابع للدولة، والمتخصص في صناعة الأسلحة، وكانت عبارة عن 400 شاحنة من علامة فورد . وكان المصنع حينها يسمى فوغنو تيكنيكي زافود Vojno tehnički - Zavod (معهد تقنيات الأسلحة). وتم صنع بعض الشاحنات من نفس النوع حتى عام 1941.
- بعد الحرب العالمية الثانية ، وأصبح اسم المصنع زافودي كريفنا زاستافا Zavodi Crevna Zastava (مصنع العلم الأحمر ).
- في بداية الخمسينات، تم الاتصال ب ويليس أوفرلاند التابعة لكرايسلر ، لتركيب ويليس جيب، ولكن المحاولة باءت بالفشل، ولم تجمع سوى 162 نسخة .

لتتم بعدها المفاوضات مع الإيطالي فيات .
- في 12 أغسطس 1954 تم إمضاء اتفاقية تعاون تقني ومالي ما بين الحكومة اليوغسلافية وشركة فيات الإيطالية لتتمكن زستافا من لتصنيع السيارات بموجب ترخيص من فيات ، وبعض منتجات العلامة الإيطالية. نموذج التجميع فيات كومبونيولا ، فيات 1400 وفيات 1100 بدأ في الأسابيع الموالية للتوقيع في مصنع جديد بنى لهذا الغرض على موقع كراغويفاتش.

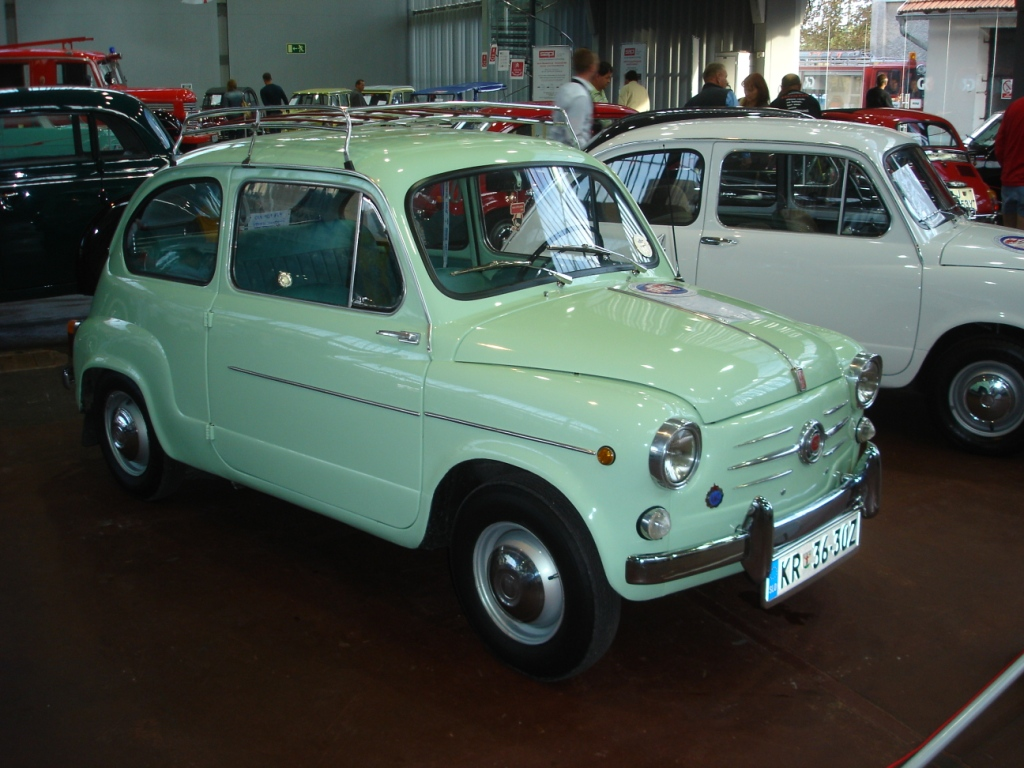
زاستافا600

- وفي يوم 18 أكتوبر 1955 ، زاستافا أطلقت ز 600 ، والتي ستدعى فيما بعد فيكا نسخة طبق الأصل لفيات 600 الإيطالية. لتقوم زاستافا بإنتاج عدة نماذج مشتقة من هته السيارة تحت تسميات : ز 750 ، 750أم، 750أس وأخيرا نموذج 850. ولنجاح هذا النموذج استمرت صناعته حتى 18 نوفمبر 1985 ، التاريخ الذي تم تحويل الإنتاج إلى مصنع توفاس بتركيا لقد تم صنع 923.487 نسخة في مصنع كراغويفاتش.

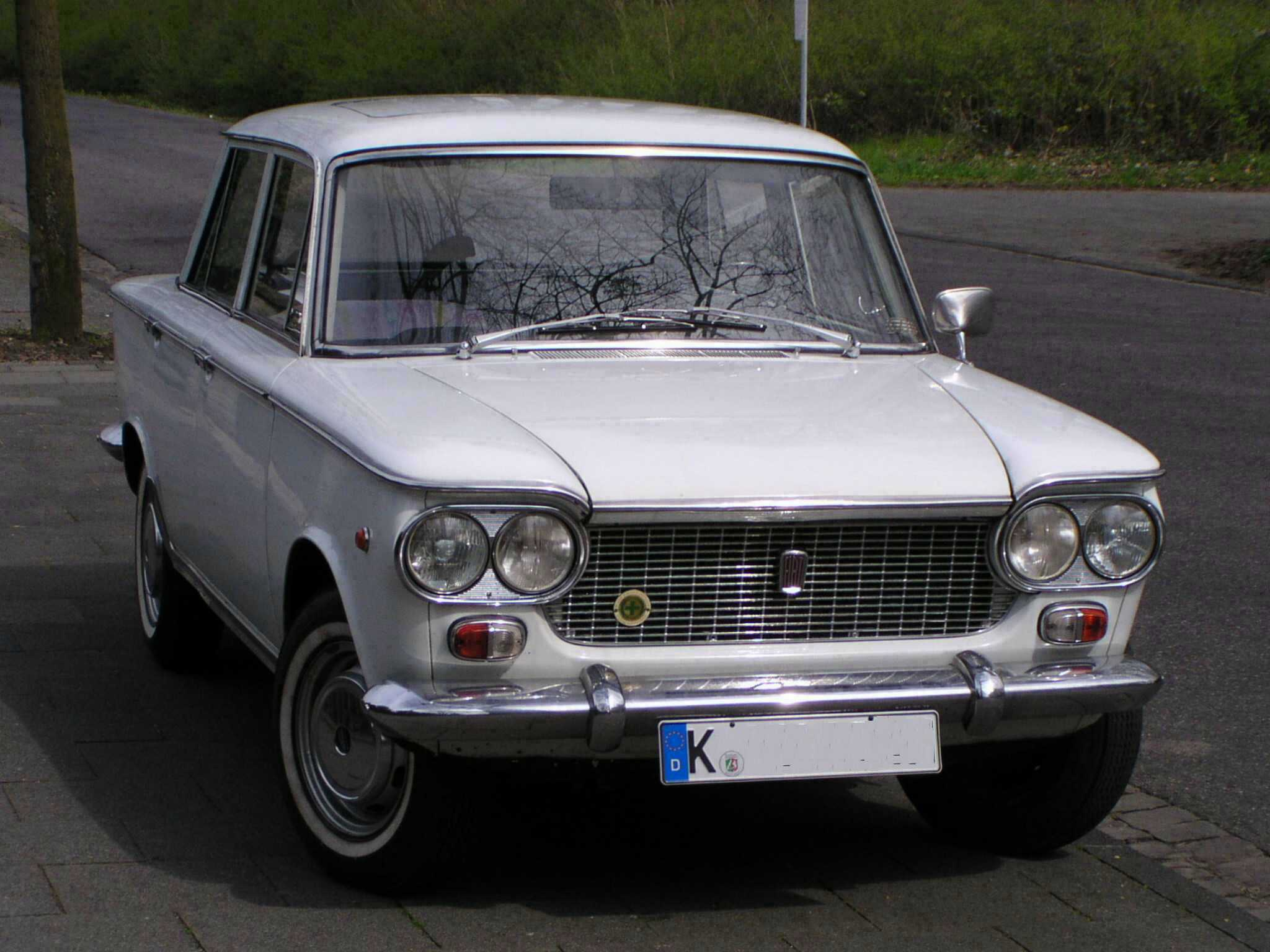
زاستافا 1300

- أعتبر عام 1955 ، عام الانطلاقة الحقيقية لهذا المصنع، وإن لم ينتج سوى 1044 نسخة.
- في عام 1961 ، أطلقت زاستافا فيات 1300/1500 بنوعيها العائلي والصغير. هذا النموذج الذي اختير من طرف سائقي السيارات «كأفضل السيارة منتجة على التراب اليوغوسلافي» ، وليبقى في الإنتاج حتى 20 ديسمبر 1979 وسوف يصصنع ما لا يقل عن 201٬160 نسخة.
- عام 1965 كان هاما للمُصنِّع اليوغوسلافي، لقد أذنت له فيات بتصدير إنتاجه خارج التراب اليوغسلافي وتم بيع بموجب هذا الاتفاق ل بولاندا 6000 سيارة .
- في يوم 19 فبراير 1987 ، زاستافا تطلق ز 103 -- يوغو فلوريدا ، نمذوج عائلي حديث.
- في عام 1988 ، ستبدأ زستافا بتصنيع فيات أونو لسوقها المحلية.
- عام 1989 سيكون عاما حافلا للصانع اليوغوسلافي. في 20 أيلول / سبتمبر انه سيتم إنتاج ما لا يقل عن ال 3,500,000 سيارة.
- في عام 1990 ، ونظرا للنجاح زاستافا نماذج : ز 101 -- ز 102 وز 103 تطلق ز 104.
- عام 1992 انخفض إنتاج زاستافا إلى 24,000 سياراة، أي عشر القدرة الإنتاجية. نظرا للحصار الاقتصادي المطبق عليها.
- في عام 1997 ، وتم العودة في الإنتاج بما يقارب 11.124 سيارة تقريبا.

ولكن في عام 1999 ، تم قصف للمصنع في كراغويفاتش من طرف الناتو، 9 و 12 نيسان / أبريل، ليدمره بالكامل .
- قررت الحكومة الصربية إعادة بناء المصنع، وتم استئناف الإنتاج اعتبارا من بداية عام 2000 بحوالي 12.782 سيارة.
- في كانون الأول / ديسمبر 2003 ، وتم صناعة آخر نماذج فيات 128 وليصنع فقط نماذج سي كا دا وليتم تصديرهم لمصنع المصري النصر.
- في 2004 بعد مفاوضات ما بين زاستافا وفيات والحكومة الصربية تم مسح مديونية زاستافا المستحقة لفيات والمقدرة ب70 مليون دولار.
- في آذار / مارس 2007 ، دخلت ورشة لإنتاج زاستافا ز10 حيز التنفيذ.
- في يوم 4 يونيو 2007 ، خرجت أول فيات بونتو ، والتي تم تسميتها بزاستافا ز10 من مصنع كراغويفاتش
- وقعت فيات في 30 أبريل 2008 على اتفاق مع الحكومة الصربية بالإستحواذ على 70 ٪ من زاستافا للسيارات.
- توقفت ورشات زاستافا عن الإنتاج في أواخر تشرين الثاني / نوفمبر 2008. لإعادة هيكلتها وتنظيم الإنتاج، وتحت رعاية فيات للسيارات، المالك الجديد للعلامة، في بداية آذار / مارس 2009 ، و تحت العلامة التجارية لفيات.